# Rendezvous with Rama
Rendezvous with Rama (dobesedno Srečanje z Ramo) je znanstvenofantastični roman angleškega pisatelja Arthurja C. Clarka, ki je prvič izšel leta 1973 pri založbi Gollancz. 
Pripoveduje o prihodu ogromnega zunajzemeljskega vesoljskega plovila v Osončje skozi oči skupine raziskovalcev, ki ga prestrežejo in poskušajo razkriti njegove skrivnosti, vendar ostane njegov namen neznan, kot tudi identiteta njegovih gradilcev. Motiv otroškega čudenja nad nepojmljivimi pojavi vesolja oz. nezemljanov je v Clarkovih delih sicer pogost, prav Rendezvous with Rama pa je najslavnejši primer.
Roman je bil prvi izmed treh, ki so nastali po pogodbi z založnikom, znani po tem, da je vključevala najvišji honorar v dotakratni zgodovini znanstvenofantastičnega založništva. Clarke, ki je zaslovel z zgodbo 2001: Vesoljska odiseja, je po njej za več let prenehal s pisanjem leposlovja, zaradi česar je roman Rendezvous with Rama predstavljal nekakšno vrnitev. Posledično je pritegnil veliko pozornosti javnosti, postal prodajna uspešnica in prejel številne nagrade, med njimi Huga in Nebulo, kljub neenotnemu mnenju kritikov.

## Zgodba
Po katastrofalnem padcu meteorita na severovzhodu Italije leta 2077 svetovna vlada vzpostavi projekt »Vesoljski ščit« za zgodnje opozarjanje pred tovrstnimi dogodki. V sklopu projekta leta 2131 odkrijejo astronomi nov objekt, sprva označen za asteroid, za katerega se izkaže, da prihaja iz medzvezdnega prostora in se izjemno hitro vrti okrog svoje osi. Poimenujejo ga po Rami, liku iz hindujske mitologije. Zaradi zanimivih lastnosti proti njemu pošljejo sondo s Fobosa, ki razkrije, da gre za popoln cilinder, dolg 54 km in s premerom 20 km. Takrat postane jasno, da gre za prvi stik s predmetom, ki ga je izdelala zunajzemeljska civilizacija.
Prišleku nasproti pošljejo raziskovalno vesoljsko ladjo Endeavour kot edino plovilo, ki ima možnost doseči Ramo v kratkem času, v katerem se bo ta predvidoma nahajala v Osončju. Endeavourju uspe prestreči Ramo, ko je ta že znotraj Venerine orbite na poti proti Soncu. Njegova posadka pod vodstvom poveljnika Billa Nortona vstopi skozi trojna zaščitna vrata in odkrije, da je struktura votla. Na notranji površini najdejo umeten svet z »mesti« iz geometričnih struktur, ki jih ločujejo »ulice«, okrog sredine pa se razteza veliko vodno telo, ki ga poimenujejo »Cilindrično morje«. Ugotovijo tudi, da je atmosfero v notranjosti možno dihati.
Član posadke Jimmy Pak, ki ima izkušnje z zračnimi kolesi pri šibki težnosti, se javi za prostovoljca, ki bo z eno takih naprav poletel vzdolž Ramine osi na drugo stran, čez Cilindrično morje in polkilometrsko pečino na drugi obali. Nekaj ur kasneje doseže ogromne kovinske stožce na »južni« stranici Rame in zazna nenavadno magnetno polje, ki ga oddajajo. Poleg tega fotografira kopno na tem delu, ko pa se poskuša vrniti, se naelektri atmosfera in zadane ga strela, zaradi česar strmoglavi na južno planoto.
Ko se znova zave, vidi bitje, podobno rakovici, kako pobere njegovo kolo in ga razkosa. Nameni bitja mu niso jasni, zato ne poskuša vzpostaviti stika in pokliče ostale na pomoč po radijski povezavi. Norton pošlje reševalno ekipo prek Cilindričnega morja na majhnem, improviziranem plovilu, ki so ga prej zgradili za raziskovanje otoka v morju. Medtem rakovičasto bitje odvrže kose Pakovega kolesa čez pečino, nato pa se odpravi proti njemu, a ga naposled ignorira. Med čakanjem na ostale Pak raziskuje planjave v okolici in med nenavadnimi zgradbami pravilnih oblik najde nezemeljski cvet, ki raste skozi počeno ploščo v sicer navidez sterilnem okolju.
Ko se približa reševalna ekipa, Pak skoči s pečine z improviziranim padalom iz srajce, kar zaradi majhne težnosti zadostuje. Med potjo nazaj jih presenetijo valovi, ki jih je povzročila Rama s spremembo smeri, ob vrnitvi v bazo pa več nenavadnih bitij, ki stikajo po stvareh. Eno od njih je poškodovano in navidez mrtvo, zato ga preuči glavna zdravnica in biologinja Laura Ernst ter odkrije, da gre za hibrid med organizmom in robotom (poimenujejo ga »biot«). Špekulirajo, da imajo ta bitja osnovno stopnjo inteligence in da gre za skrbnike v službi Raminih graditeljev.
Ves ta čas so raziskovalci v stiku s komisijo za Ramo in Organizacijo združenih planetov na Luni. Nekega dne od njih dobijo sporočilo, da so kolonisti z Merkurja sklenili, da bi lahko Rama predstavljala grožnjo, zato so za vsak slučaj poslali proti njej raketo z jedrsko bombo. Ekipa se s tem ne strinja, zato prestrežejo raketo, poročnik Boris Rodrigo pa jo deaktivira z ročnim orodjem.
Ko se Rama približa apsidi, vsi kopenski bioti skočijo v morje, kjer jih uničijo morski bioti (»morski psi«), ostanke pa resorbira voda, bogata z minerali. Na svoji zadnji odpravi proti izhodu se del posadke odloči, da bo obiskal »mesto« geometričnih struktur, ki so ga poimenovali London. Tam uporabijo laserski rezalnik in z njim odprejo eno od teh struktur, notri pa najdejo prozorne stebre, ki vsebujejo holograme raznih predmetov. Domnevajo, da gre za šablone, s pomočjo katerih Ramanci izdelujejo orodja in druge stvari. Najzanimivejši hologram predstavlja predmet, podoben uniformi, ki jim da predstavo o telesni zgradbi Ramancev. Med raziskavo pričnejo luči v notranjosti Rame ugašati, kar da posadki znak, da je res čas za odhod. Vrnejo se po isti poti kot so prišli, po »severnem« stopnišču skozi zaščitna vrata in nazaj na krov Endeavourja.
Sama Rama nato doseže apsido in uporabi Sončevo gravitacijo ter skrivnosten vesoljski pogon za manever, ki jo izstreli proti neznanemu cilju v smeri Velikega Magellanovega oblaka.